# Seznam slovenskih vojaških osebnosti
Seznam slovenskih vojaških osebnosti je krovni seznam.

## Seznami
- seznam slovenskih maršalov
- seznam slovenskih admiralov
- seznam slovenskih generalov
- seznam brigadirjev Slovenske vojske
- seznam kapitanov Slovenske vojske
- seznam polkovnikov Slovenske vojske
- seznam slovenskih letalskih asov
- seznam slovenskih obveščevalcev
- seznam slovenskih ostrostrelcev
- seznam slovenskih vohunov
- seznam slovenskih vojaških diplomatov
- seznam slovenskih vojaških pilotov
- seznam slovenskih vojaških teoretikov
- seznam slovenskih vojskovodij